# Batallas del Isonzo
Las llamadas batallas del Isonzo son una serie de batallas libradas entre los ejércitos del Imperio de Austria-Hungría y del Reino de Italia durante la Primera Guerra Mundial. Tuvieron como escenario la zona en torno al río Isonzo en la frontera oriental de Italia entre junio de 1915 y noviembre de 1917. La mayoría de estas batallas se libraron en el territorio de la moderna Eslovenia y el resto en Italia.
Durante la Primera Guerra Mundial, el valle del río Soča (conocido como Isonzo en italiano y alemán o Sontig en alemán antiguo) se convirtió en parte del sector alpino del frente italiano, donde se enfrentaron los ejércitos italiano y austrohúngaro. Fue conocido como el Soška fronta (en esloveno), y normalmente los historiadores austriacos y occidentales lo traducen como frente del Isonzo.

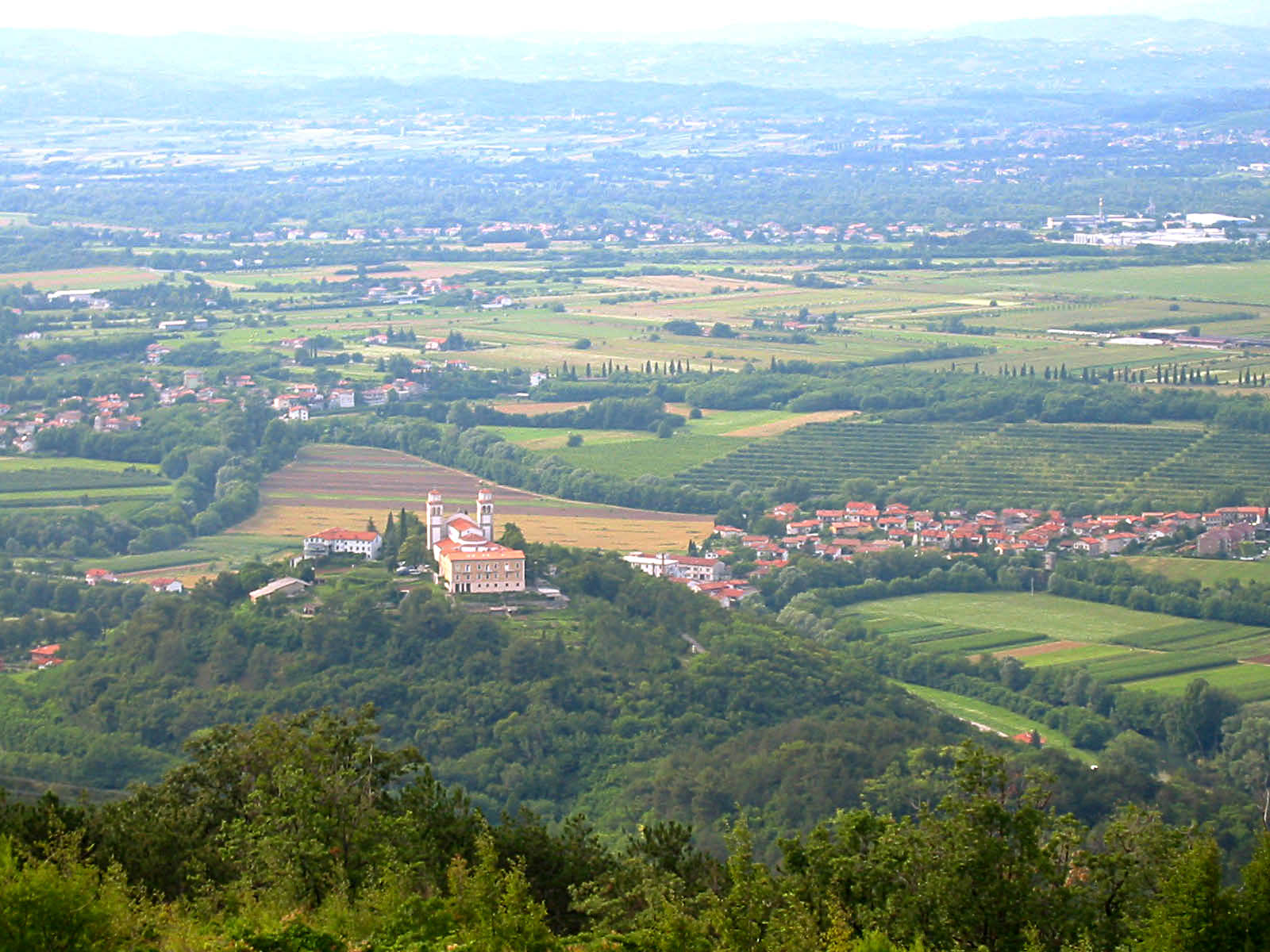
Valle en que confluyen los ríos Soča y Vipava al sur de Gorizia: típico paisaje del norte de Italia.

## Localización geográfica e importancia estratégica
Actualmente el río Isonzo está situado entre Eslovenia e Italia. Sin embargo, durante la Primera Guerra Mundial el curso fluvial de 60 km se encontraba completamente dentro del territorio del Imperio de Austria-Hungría, discurriendo paralelamente a la frontera con Italia. El valle está flanqueado por montañas relativamente elevadas a ambos lados, con una altura más reducida en el oeste que se va elevando hacia el este. El río discurre desde los pasos de Vršič y Predil en los Alpes Julianos hasta el mar Adriático, aumenta su caudal a pocos kilómetros al norte de Gorizia, abriendo un estrecho corredor entre el norte de Italia y la Europa Central, que atraviesa el valle de Vipava y al nordeste la llanura de Kras hacia la Carniola interior y Liubliana. El corredor también es conocido como la «Puerta de Liubliana».
Durante la Primera Guerra Mundial, el ejército italiano quería atravesar este corredor natural creado por el río Isonzo para penetrar en la Carniola central y en el ducado de Estiria, en el corazón de Austria. Debido a su importancia estratégica, la zona al norte del mar Adriático y las fuentes del río Soča se convirtieron en el escenario de doce batallas sucesivas.
Además, la ofensiva italiana permitiría la entrada de las tropas francesas al norte de los Alpes y lanzar una ofensiva al centro de Austria y al sur de Alemania. Por lo tanto, esta era una posición estratégica vital para el plan italiano de acabar la guerra antes del posible colapso de las tropas rusas en los Balcanes, que abriría el espacio necesario para invadir Italia desde Bosnia y Croacia cruzando el Mar Adriático.

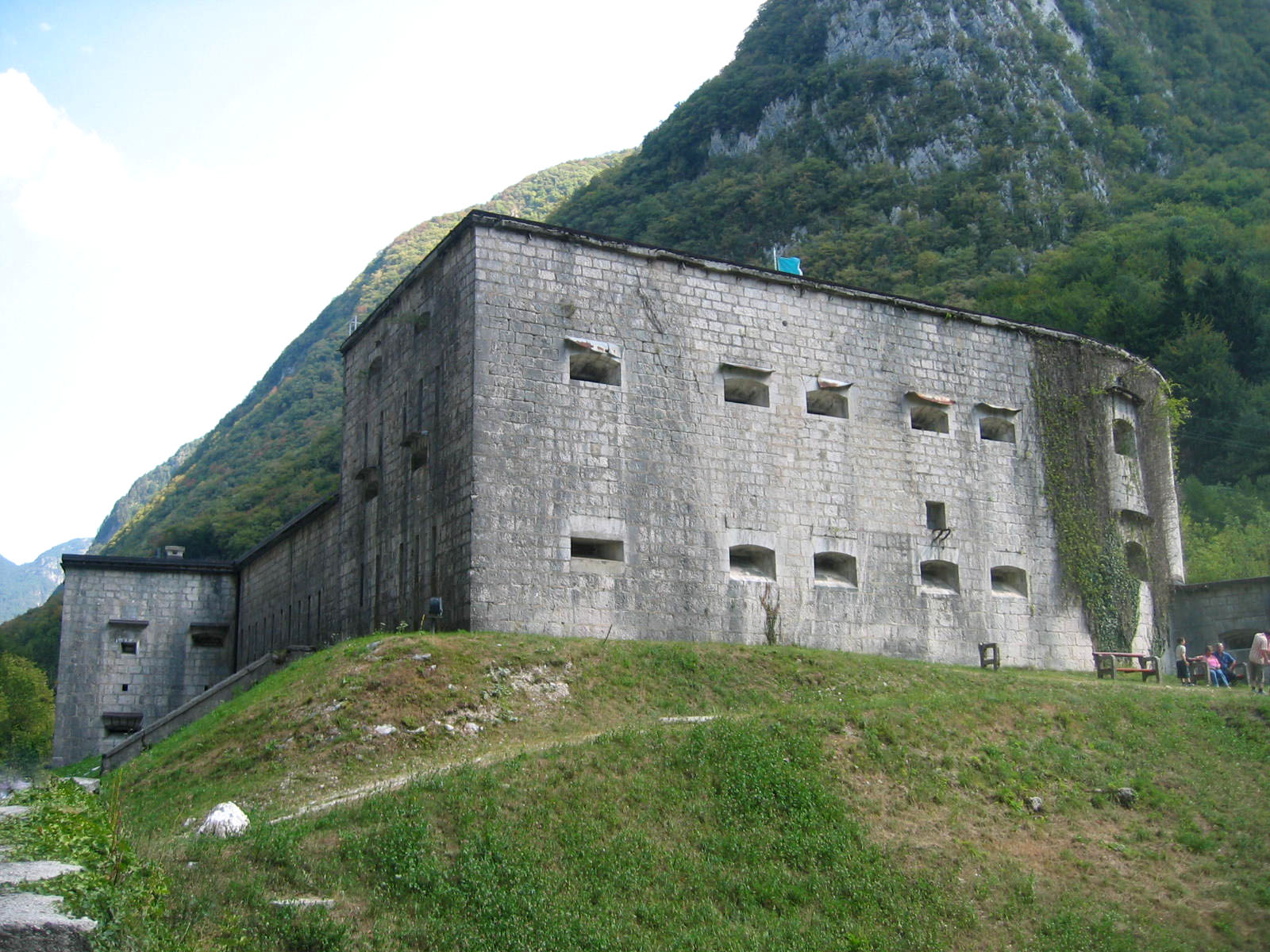
Restos de una fortificación austrohúngara cerca de Bovec.

## Sector principal de las operaciones italianas
Con el resto del valle montañoso de 400 km de anchura del frente casi completamente dominado por el ejército austrohúngaro, el Isonzo fue la única zona práctica para las operaciones del ejército italiano durante la guerra. Los austríacos habían fortificado las montañas adelantándose a la previsible entrada de los italianos en la guerra el 23 de mayo de 1915.
El Jefe del Estado Mayor Luigi Cadorna consideró que la conquista italiana de Gorizia a Trieste sería más factible a través de la llanura costera al este del Isonzo. Sin embargo, también creía que el ejército italiano podría avanzar hacia el norte y atravesar las montañas a ambos lados del río para caer sobre el ejército austrohúngaro en retirada.
No esperaba que las operaciones militares en el valle del Isonzo fueran fáciles. Además era consciente de que el río solía desbordarse con frecuencia, y de hecho lo hizo en tres ocasiones durante 1914–1918.
Cuando dirigía al ejército italiano hacia el norte de Italia se enfrentó con un dilema: para cruzar con seguridad el río Isonzo necesitaba encontrar una forma de neutralizar a los defensores austrohúngaros de las montañas circundantes; pero para neutralizar esas fuerzas, los italianos tenían que cruzar primero el río, un obstáculo que los italianos nunca lograron superar satisfactoriamente durante el transcurso de la guerra.
En el sur (a lo largo de la zona costera), los elementos geográficos, con montes y valles, también daban ventaja a los defensores austrohúngaros.

## Enormes bajas
A pesar del gran esfuerzo y recursos invertidos para dominar el valle del Isonzo, los resultados invariablemente terminaban en tablas sin conseguir ninguna ventaja táctica significativa, especialmente a causa de las dificultades geográficas inherentes a las maniobras militares.
Las bajas acumuladas por las numerosas batallas del Isonzo fueron enormes. De hecho, constituyeron la mitad del total de las bajas italianas durante la Primera Guerra Mundial, con una estimación de 300 000 bajas sobre un total de 600 000. Las pérdidas de los austrohúngaros, aunque no tan numerosas, también fueron bastante elevadas: 200 000 bajas sobre un total de 1 200 000 sobre el total de las bajas austrohúngaras en la Primera Guerra Mundial.

## Número de batallas
Con combates casi continuos en la zona, el número preciso de batallas de la campaña del Isonzo a menudo ha sido objeto de debate. Algunos historiadores han asignado nombres diferentes a algunas batallas, como a la Batalla de Caporetto, librada en Kobarid en octubre de 1917, que suele considerarse la Duodécima Batalla del Isonzo.
La campaña del Isonzo comprende las siguientes batallas:
- Primera batalla del Isonzo: 23 de junio-7 de julio de 1915.
- Segunda batalla del Isonzo: 18 de julio-3 de agosto de 1915.
- Tercera batalla del Isonzo: 18 de octubre-3 de noviembre de 1915.
- Cuarta batalla del Isonzo: 10 de noviembre-2 de diciembre de 1915.
- Quinta batalla del Isonzo: 9 de marzo-17 de marzo de 1916.
- Sexta batalla del Isonzo: 6 de agosto-17 de agosto de 1916.
- Séptima batalla del Isonzo: 14 de septiembre-17 de septiembre de 1916.
- Octava batalla del Isonzo: 10 de octubre-12 de octubre de 1916
- Novena batalla del Isonzo: 1 de noviembre-4 de noviembre de 1916.
- Décima batalla del Isonzo: 12 de mayo-8 de junio de 1917.
- Undécima batalla del Isonzo: 19 de agosto-12 de septiembre de 1917.
- Duodécima batalla del Isonzo: 24 de octubre-7 de noviembre de 1917, también conocida como la Batalla de Caporetto.

## En la ficción
La duodécima batalla es el tema principal de la novela Caporetto, del autor sueco F. J. Nordsted (Estocolmo, 1972). Adiós a las armas, de Ernest Hemingway, también está basada en parte en los acontecimientos del Frente del Isonzo.